# UCI WorldTour 2019
Die UCI WorldTour 2019 umfasste 38 Straßenradrennen auf vier Kontinenten, darunter die dreiwöchigen Rundfahrten Tour de France, Giro d’Italia und Vuelta a España (Grand Tours), sowie wichtige Klassiker, darunter die fünf Monumente des Radsports Mailand–Sanremo, Flandern-Rundfahrt, Paris–Roubaix, Lüttich–Bastogne–Lüttich und Lombardei-Rundfahrt. Die Wettbewerbe fanden von Januar bis Oktober 2019 statt.
Startberechtigt waren die besonders lizenzierten UCI WorldTeams, die bei allen Rennen, die bereits 2016 im Kalender standen auch zum Start verpflichtet waren. Außerdem konnten UCI Professional Continental Teams von dem jeweiligen Veranstalter eines Rennens eingeladen werden. Mit Genehmigung des Professional Cycling Council war außerdem ein Nationalteam des Gastgeberlandes zur Teilnahme berechtigt.
Im Gegensatz zu den vergangenen Austragungen der UCI WorldTour gab es keine durchlaufende Jahreswertung der Rennserie mehr. Es wurden jedoch weiterhin Punkte für die UCI-Weltrangliste vergeben.

## Rennen
| Datum               | Rennen                     | Punkte | Sieger                     |
| ------------------- | -------------------------- | ------ | -------------------------- |
| 15.–20. Januar      | Tour Down Under (Details)  | 0500   | Daryl Impey (MTS)          |
| 27. Januar          | C. Evans Great Ocean Race  | 0300   | Elia Viviani (DQT)         |
| 24. Februar–2. März | UAE Tour                   | 0300   | Primož Roglič (TJV)        |
| 2. März             | Omloop Het Nieuwsblad      | 0300   | Zdeněk Štybar (DQT)        |
| 9. März             | Strade Bianche             | 0300   | Julian Alaphilippe (DQT)   |
| 10.–17. März        | Paris–Nizza                | 0500   | Egan Bernal (SKY)          |
| 13.–19. März        | Tirreno–Adriatico          | 0500   | Primož Roglič (TJV)        |
| 23. März            | Mailand–Sanremo            | 0500   | Julian Alaphilippe (DQT)   |
| 27. März            | Driedaagse Brugge-De Panne | 0300   | Dylan Groenewegen (TJV)    |
| 29. März            | E3-Preis Flandern          | 0400   | Zdeněk Štybar (DQT)        |
| 25.–31. März        | Katalonien-Rundfahrt       | 0500   | Miguel Ángel López (AST)   |
| 31. März            | Gent–Wevelgem              | 0400   | Alexander Kristoff (UAD)   |
| 3. April            | Dwars door Vlaanderen      | 0300   | Mathieu van der Poel (COC) |
| 7. April            | Flandern-Rundfahrt         | 0500   | Alberto Bettiol (EF1)      |
| 8.–13. April        | Baskenland-Rundfahrt       | 0500   | Ion Izagirre (AST)         |
| 14. April           | Paris–Roubaix (Details)    | 0500   | Philippe Gilbert (DQT)     |
| 16.–21. April       | Türkei-Rundfahrt           | 0300   | Felix Großschartner (BOH)  |
| 21. April           | Amstel Gold Race (Details) | 0500   | Mathieu van der Poel (COC) |
| 24. April           | La Flèche Wallonne         | 0400   | Julian Alaphilippe (DQT)   |
| 28. April           | Lüttich–Bastogne–Lüttich   | 0500   | Jakob Fuglsang (AST)       |
| 30. April – 5. Mai  | Tour de Romandie (Details) | 0500   | Primož Roglič (TJV)        |
| 1. Mai              | Eschborn–Frankfurt         | 0300   | Pascal Ackermann (BOH)     |
| 12.–18. Mai         | Kalifornien-Rundfahrt      | 0300   | Tadej Pogačar (UAD)        |
| 11. Mai–2. Juni     | Giro d’Italia (Details)    | 0850   | Richard Carapaz (MOV)      |
| 9.–16. Juni         | Critérium du Dauphiné      | 0500   | Jakob Fuglsang (AST)       |
| 15.–23. Juni        | Tour de Suisse (Details)   | 0500   | Egan Bernal (INS)          |
| 6.–28. Juli         | Tour de France (Details)   | 1000   | Egan Bernal (INS)          |
| 3. August           | Clásica San Sebastián      | 0400   | Remco Evenepoel (DQT)      |
| 4. August           | Prudential RideLondon      | 0300   | Elia Viviani (DQT)         |
| 3.–9. August        | Polen-Rundfahrt            | 0500   | Pawel Siwakow (INS)        |
| 12.–18. August      | / BinckBank Tour           | 0500   | Laurens De Plus (TJV)      |
| 25. August          | Cyclassics Hamburg         | 0400   | Elia Viviani (DQT)         |
| 1. September        | Bretagne Classic           | 0400   | Sep Vanmarcke (EF1)        |
| 13. September       | GP de Québec               | 0500   | Michael Matthews (SUN)     |
| 15. September       | GP de Montréal             | 0500   | Greg Van Avermaet (CCC)    |
| 24. Aug.–15. Sep.   | Vuelta a España (Details)  | 0850   | Primož Roglič (TJV)        |
| 12. Oktober         | Il Lombardia               | 0500   | Bauke Mollema (TFS)        |
| 17.–22. Oktober     | Gree-Tour of Guangxi       | 0300   | Enric Mas (DQT)            |

## Teams

### UCI WorldTeams
Die UCI vergab an 18 Teams eine Lizenz als UCI WorldTeam für die Saison 2019.
| Name (UCI-Code)             | Betreiber                        | Nationalität                 | Radhersteller   |
| --------------------------- | -------------------------------- | ---------------------------- | --------------- |
| AG2R La Mondiale (ALM)      | EUSRL France Cyclisme            | Frankreich                   | Eddy Merckx     |
| Astana Pro Team (AST)       | Olympus Sarl                     | Kasachstan                   | Argon 18        |
| Bahrain-Merida (TBM)        | Bahrain World Tour Cycling Team  | Bahrain                      | Merida          |
| Bora-hansgrohe (BOH)        | Ralph Denk pro cycling GmbH      | Deutschland                  | Specialized     |
| CCC Team (CPT)              | Continuum Sports LLC             | Polen                        | Giant           |
| Deceuninck-Quick-Step (DQT) | Decolef lux sarl                 | Belgien                      | Specialized     |
| EF Education First (EF1)    | Slipstream Sports, LLC           | Vereinigte Staaten           | Cannondale      |
| Groupama-FDJ (GFC)          | Société de Gestion de L'Echappée | Frankreich                   | Lapierre        |
| Lotto Soudal (LTS)          | Belgian Cycling Project          | Belgien                      | Ridley          |
| Mitchelton-Scott (MTS)      | GreenEdge Cycling                | Australien                   | Scott Sports    |
| Movistar Team (MOV)         | Abarca Sports S.L.               | Spanien                      | Canyon Bicycles |
| Team Dimension Data (TDD)   | Ryder Cycling                    | Südafrika                    | BMC             |
| Team Katusha Alpecin (TKA)  | Katusha Management SA            | Schweiz                      | Canyon Bicycles |
| Team Jumbo-Visma (TJV)      | Blanco                           | Niederlande                  | Bianchi         |
| Team Sky / Team Ineos (INS) | Tour Racing Limited              | Vereinigtes Königreich       | Pinarello       |
| Team Sunweb (SUN)           | SMS Cycling B.V.                 | Deutschland                  | Cervélo         |
| Trek-Segafredo (TFS)        | Trek Factory Racing              | Vereinigte Staaten           | Trek            |
| UAE Team Emirates (UAD)     | CGS Cycling Team AG              | Vereinigte Arabische Emirate | Colnago         |

### UCI Professional Continental Teams
27 Mannschaften erhielten eine Lizenz als UCI Professional Continental Team.
| Name (UCI Code)                             | Betreiber                          | Nationalität       | Radhersteller                  |
| ------------------------------------------- | ---------------------------------- | ------------------ | ------------------------------ |
| Androni Giocattoli-Sidermec (ANS)           | Teamgalli srl                      | Italien            | Kuota                          |
| Bardiani CSF (BRD)                          | Aster Sport Limited                | Italien            | Cipollini                      |
| Burgos-BH (BBH)                             |                                    | Spanien            | BH                             |
| Caja Rural-Seguros RGA (CJR)                |                                    | Spanien            | Fuji Bikes                     |
| Cofidis, Solutions Crédits (COF)            | Cofidis Compétition EUSRL          | Frankreich         | Orbea                          |
| Corendon-Circus (COC)                       | Wielerteam ciclismo Mundial BVBA   | Belgien            | Canyon                         |
| Delko Marseille Provence (DMP)              | Vélo-Club La Pomme Marseille       | Frankreich         | KTM                            |
| Direct Énergie / Total Direct Énergie (TDE) | SA Vendée Cyclisme                 | Frankreich         | Wilier Triestina               |
| Euskadi Basque Country-Murias (EUS)         | Murias Equipo Deportivo S.L.       | Spanien            | Orbea                          |
| Gazprom-RusVelo (GAZ)                       | PROvelo AG                         | Russland           | Colnago                        |
| Hagens Berman Axeon (HBA)                   | Capital Sports and Entertainment   | Vereinigte Staaten | Specialized                    |
| Israel Cycling Academy (ICA)                |                                    | Israel             | De Rosa                        |
| Manzana Postobón Team (MZN)                 |                                    | Kolumbien          | Gios                           |
| Nippo-Vini Fantini-Faizanè (NIP)            | Stc PRO Srl                        | Italien            | De Rosa                        |
| Rally UHC Cycling (RLY)                     | Circuit Global Sports Management   | Vereinigte Staaten | Diamondback                    |
| Roompot-Charles (ROC)                       | Orange Cycling Team                | Niederlande        | Isaac                          |
| Sport Vlaanderen-Baloise (SVB)              | Wielerclub Eddy Merckxvrienden vzw | Belgien            | Eddy Merckx                    |
| Team Arkéa-Samsic (PCB)                     | Pro Cycling Breizh                 | Frankreich         | LOOK (bis Juni) / BH (ab Juli) |
| Team Novo Nordisk (TNN)                     |                                    | Vereinigte Staaten | Colnago                        |
| Vital Concept-B&B Hotels (VCC)              |                                    | Frankreich         | Orbea                          |
| Wanty-Gobert Cycling Team (WGG)             | Belgian Pro Cycling Team NV        | Belgien            | Cube                           |
| Wallonie-Bruxelles (WVA)                    | TRW' Organisation                  | Belgien            | Ridley                         |
| Neri Sottoli Selle Italia KTM (NSK)         | Yellow Fluo Pro Cycling Team Srl   | Italien            | Wilier Triestina               |
| Riwal Readynez Cycling Team (RIW)           |                                    | Dänemark           | Pinarello                      |
| W52-FC Porto (W52)                          |                                    | Portugal           | Swift Carbon                   |